# Schu-mine 42
La Schu-mine 42 (Shoe-mine), también conocida como Schützenmine 42, fue una mina antipersonal alemana utilizada durante la Segunda Guerra Mundial. Consistía en una simple caja de madera con una tapa con bisagras que contenía 200 gramos (7.1 oz) de  bloque de TNT fundido y un detonador tipo ZZ-42. Una ranura en la tapa presionaba hacia abajo el pasador de retención del golpeador, la presión suficiente sobre la tapa hacía que el pasador se moviera, liberando el golpeador que a su vez activaba el detonador. 
La mina era barata de producir y desplegada en grandes cantidades. Como un ejemplo temprano de una mina de metal mínima, era difícil de detectar con los primeros detectores de metal: el único metal presente era una pequeña cantidad en el detonador de la mina. Durante la campaña de Normandía, los británicos recurrieron al uso de perros de detección de explosivos para encontrarlos.